# Legionowo
Legionowo è una città polacca del distretto di Legionowo nel voivodato della Masovia.
Ricopre una superficie di 13,60 km² e nel 2006 contava 50 698 abitanti.